# Gunnar Staalesen
Gunnar Staalesen (Bergen, 19 ottobre 1947) è uno scrittore norvegese.

## Biografia
Laureato in filosofia all'Università di Bergen, ha lavorato nella sua città al teatro Den Nationale Scene. Molti suoi romanzi hanno per protagonista il detective privato Varg Veum, sul quale sono stati realizzati diversi film.
Appartengono alla serie Varg Veum:
- Bukken til havresekken (1977)
- Din, til døden (1979)
- Tornerose sov i hundre år (1980)
- Kvinnen i kjøleskapet (1981)
- I mørket er alle ulver grå (1983)
- Falne engler (1989)
- Bitre blomster (1991)
- Begravde hunder biter ikke (1992)
- Skriften på veggen (1995)
- Som i et speil (2002)
- Ansikt til ansikt (2004)
- Dødens drabanter (2006)
- Kalde hjerter (2008)
- Vi skal arve vinden (2010)
- Der hvor roser aldri dør (2012)

## Opere in italiano
- Cristallo di ghiaccio, trad. di Pierina Marocco, Milano: Arnoldo Mondadori, 1998
- Satelliti della morte, trad. e nota di Maria Valeria D'Avino, Milano: Iperborea, 2009 ISBN 978-88-7091-175-6
- Tuo fino alla morte, trad. di Danielle Braun, Milano: Iperborea, 2010 ISBN 978-88-7091-403-0
- La donna nel frigo, trad. di Pierina Marocco, Milano: Iperborea, 2011 ISBN 978-88-7091-408-5